# Beliov
Beliov (en russe : Белёв) est une ville de l'oblast de Toula, en Russie, et le centre administratif du raïon Beliovski. Sa population s'élevait à 12 484 habitants en 2021.

## Géographie
Beliov est située sur la rive gauche de l'Oka, un affluent de la Volga, à 105 km au sud de Kalouga, à 101 km au nord d'Orel, à 114 km au sud-ouest de Toula et à 236 km au sud-ouest de Moscou.

## Histoire
Comme d'autres villes du cours supérieur de l'Oka, Beliov est mentionnée pour la première fois dans une chronique de 1147. Après l'éclatement de la principauté de Tchernigov, à la suite de l'invasion de la Russie par les Mongols, Beliov devint le siège d'une dynastie princière locale. Les princes de Beliov passèrent alternativement de la domination du Grand-duché de Lituanie à celle de la Moscovie et demeurèrent finalement dans ce dernier État. La ville de Beliov possède les plus vieilles églises de l'oblast de Toula.

## Population
Recensements ou estimations de la population
| 1856  | 1897* | 1926*  | 1939*  | 1959*  | 1970*  |
| ----- | ----- | ------ | ------ | ------ | ------ |
| 7 700 | 9 562 | 12 794 | 17 602 | 17 153 | 17 733 |

| 1979*  | 1989*  | 2002*  | 2010*  | 2015   | 2017   |
| ------ | ------ | ------ | ------ | ------ | ------ |
| 17 971 | 18 345 | 16 083 | 13 918 | 13 448 | 13 180 |

| 2018   | 2019   | 2020   | 2021   | - | - |
| ------ | ------ | ------ | ------ | - | - |
| 13 180 | 12 927 | 12 597 | 12 484 | - | - |

## Économie
Les principales entreprises de Beliov sont :
- OAO Transmach (OAO Transmash) : poudre pour extincteurs, cylindres de frein.
- OAO Belkon (en russe : ОАО Белкон, abréviation de Белевский Консервный Завод, Belevski konservny zavod) : conserves de légumes, de cornichons et de fruits, sauce tomate, confiture, compote.

## Personnalité
Le poète russe Vassili Joukovski (1783-1852) est né dans le village de Michenskoïe, près de Beliov.